# Kawatana (Nagasaki)
Kawatana (川棚町 Kawatana-chō?) es un municipio situado en el distrito de Higashisonogi, en la prefectura de Nagasaki, Japón. Tiene una población estimada, a fines de octubre de 2023, de 13 245 habitantes.
La superficie total del municipio es de 37.25 km².
Durante la Segunda Guerra Mundial se fabricaron en Kawatani componentes para el arsenal naval de Sasebo, lo cual produjo un incremento temporal de la población.